# Лудвика Палета
Лудвика Палета (шп. Ludwika Paleta) мексичка је глумица и модел рођена 29. новембара 1978. године.

## Биографија
Отац јој је познати пољски виолиниста Збигњев Палета, мајка Барбара Пациорек Палета јој је била наставница ликовног, а њена сестра Доминика Палета је такође глумица. Била је супруга, такође глумца, Плутарка Хаза.
Директор Центра за уметничко образовање (шп. Centro de Educación Artística- CEA) Еухенио Кобо позвао ју је на аудицију за једну од најупечатљивијих сапуница Латинске Америке Рингишпил где је играла злу, егоистичну и окрутну девојчицу, која се заљубљује у црног дечака, Кирила, који је био превише наиван и сви су га задиркивали.
Три године касније, добила је своју прву главну улогу у серији Деда и ја, поред Гаела Гарсије Бернала, који је играо пријатног Алехандра.
Лудвика се удаљила од малих екрана након што је отишла у Европу да студира и вратила се у Мексико 1995. године када је добила улогу младе ко-протагонисткиње у серији Марија из кварта, продуценткиње Анхели Несме где је играла заједно са певачицом Талијом и глумцима Фернандом Колунгом и Итати Канторал.
Између 1997 — 1998. године радила је серију Ураган где је радила са Анхеликом Ривером и Едурадом Паломом.
Отприлике у исто време, глумица је у једном бару упознала Плутарка Хазу, у којег се заљубила, венчали су се и добили сина Николаса 11. новембра.
Када је дечак напунио годину дана, Лудвика је одлучила да се врати на мале екране и због тога је прихватила позив продуцента Емилија Ларосе да заигра главну улогу у тинејџ-теленовели Пријатељи и супарници заједно са Мишел Вит, Анхеликом Вале и Адамари Лопез.
Током 2003. године играла је ко-протагонисткињу у серији Вољена моја продуценткиње Анхели Несма, заједно са Кариме Лазано, Серхиом Гојри и Мајрин Виљануева.
Годину дана касније учествује у серији Срце у пламену заједно са Аном Патрисијом Рохо и Габриелом Сото-ом.
У 2006. години добија главну улогу у серији Двобој страсти продуцента Хуана Осорија заједно са Паблом Монтером, Серхиом Гојри, Фабиолом Кампомањес и Ериком Буенфил.
Године 2007. игра главну улогу у серији Реч жене продуцента Хосе Алберта Кастра заједно са Едит Гонзалез, Јадиром Кариљо и Лидијом Авила.
Две године касније, тачније 2009. године игра главну улогу у серији Успешни Перезови поново продуцента Хосе Алберта Кастра где овог пута игра са Хаиме Камилом, Марком Мендезом и са Рохелиом Гером и Вероником Кастро. Ово је била њена последња главна улога до ове године.
Током 2010. године учествује у представама, са великим успехом.
Годину дана касније добија посебно учешће у теленовели Понор љубави поред Алехандра Камача, Сесара Еворе, Сабине Моусијер и Бланке Гере.
У 2013. години удаје се по други пут за Емилијана Салинаса Оселија , сина бившег председника Мексика, Карлоса Салинаса де Гортари, на луксузном имању Tekik de Regil у граду Tumucuy, Јукатан; који многи сматрају венчањем године мексичког друштва.
Године 2016. добија главну улогу у Телемундовој серији Кентаурова драга где игра, раме уз раме са Умбертом Зуритом и Мичелом Браун.

### Теленовеле:
| Година:       | Српски назив:         | Оригинални назив: | Улога:                |
| ------------- | --------------------- | ----------------- | --------------------- |
| 2016. / 2017. | /                     |                   | Јоланда Акоста        |
| 2012.         | Понор љубави          |                   | Естефанија Бувијер    |
| 2009. / 2010. | /                     |                   | Соледад Сол Дуарте    |
| 2007. / 2008. | /                     |                   | Луиса                 |
| 2006.         | /                     |                   | Алина Монтељано       |
| 2004. / 2005. | Срце у пламену        |                   | Аида Сантибањез       |
| 2003.         | Вољена моја           |                   | Каролина Соријано     |
| 2001.         | Пријатељи и супарници |                   | Химена де ла О Теран  |
| 1997. / 1998. | /                     |                   | Норма Варгаслуго      |
| 1995. / 1996. | /                     |                   | Марија Тита           |
| 1992.         | /                     |                   | Алехандра Дијаз-Урибе |
| 1989. / 1990. | /                     |                   | Марија Хоакина        |

#### Биоскоп:
| Година: | Српски наслова | Оригинални наслова                                 | Улога:        |
| ------- | -------------- | -------------------------------------------------- | ------------- |
| 2015    | /              | EL misterio del tercer planeta                     | Алисија       |
| 2013    | /              | No se si me cortarme las venas o dejarmelas largas | Нора          |
| 2013    | /              | Alla y En Tonces                                   |               |
| 2011    | /              | Los Pitufos                                        | Питуфина      |
| 2010    | Мегаум         | Megamente                                          | Роксана Ритчи |
| 2009    | /              | El libro de piedra                                 |               |
| 2007    | /              | Polvo de Angel                                     |               |
| 2007    | /              | Propiedad Ajena                                    |               |
| 2003    | /              | Corazon de melon                                   |               |
| 2003    | /              | Natueraleza muerta                                 |               |

### Награде и номинације

#### НаградеTVyNovelas
| Година | Категорија               | Теленовела | Резултат  |
| ------ | ------------------------ | ---------- | --------- |
| 1996   | Најбоља најмлађа глумица |            | Добитница |
| 1992   | Најбоље најмлађа глумица |            | Добитница |
| 1990   | Најбоље најмлађа глумица |            | Добитница |